# William Henry Welch
William Henry Welch (Norfolk, 8 aprile 1850 – Baltimora, 30 aprile 1934) è stato un medico statunitense.
Fu il primo preside di facoltà della Johns Hopkins University School of Medicine, la cui biblioteca è intitolata a lui. Fu anche il fondatore della Johns Hopkins School of Hygiene and Public Health, nel 1916.

## Biografia
Nato a Norfolk nel Connecticut, Welch frequentò la Norfolk Academy ed il Winchester Institute. Entrò alla Yale University nel 1866, dove studiò il greco e i classici. Ha ricevuto una Laurea A.B. nel 1870. Come studente universitario, entrò a far parte della confraternita Skull and Bones.
Dopo un breve periodo in cui insegnò greco a Yale come membro inferiore della facoltà, Welch andò a studiare medicina alla Columbia University College of Physicians and Surgeons a New York. Dopo aver ottenuto la laurea in medicina nel 1875, portò avanti ampi studi post laurea in Europa. Nel 1894, gli è stato offerto il rettorato della scuola di medicina alla Johns Hopkins University. Welch continuò a praticare l'insegnamento di patologia, ed era un personaggio popolare. Suo assistente fu il parassitologo George Nuttall.

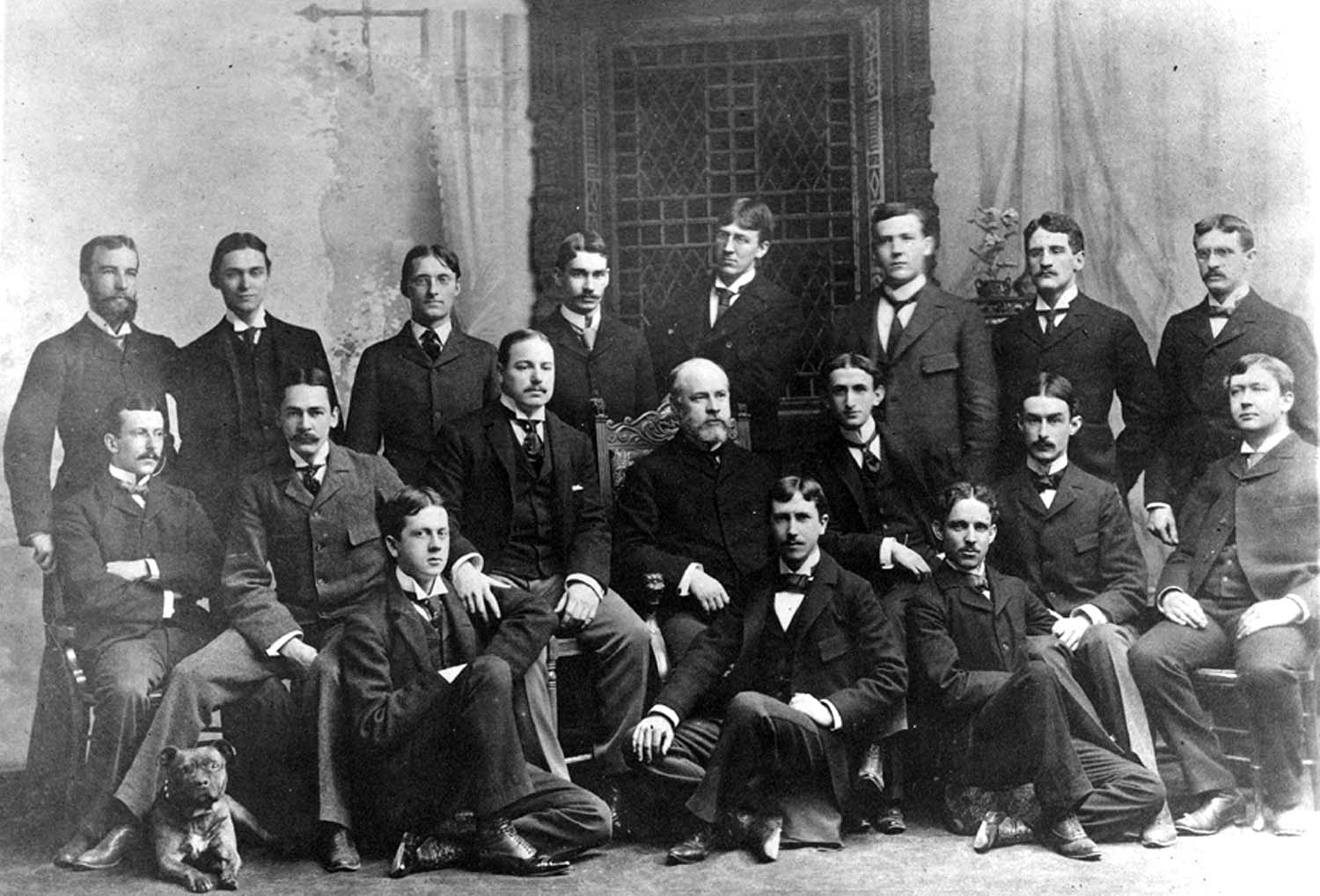
Il primo corso di laureandi della Johns Hopkins University School of Medicine nel 1897.Il Dr. Welch è al centro del gruppo.

Dal 1901 al 1933 è stato il presidente fondatore del Board of Scientific Directors al Rockefeller Institute for Medical Research.  Egli contribuì a riformare la l'educazione medica negli Stati Uniti anche come presidente della National Academy of Sciences dal 1913 al 1917. È stato anche presidente della American Medical Association oltre alle tante altre prestigiose associazioni. È stato inoltre il primo editore del Journal of Experimental Medicine.
Welch morì nell'aprile del 1934 al Johns Hopkins Hospital, di adenocarcinoma della prostata.
Welch Road, nelle vicinanze dello Stanford University Medical Center a Stanfordin, in California, è intitolato in suo onore.